# 上夸菲
上夸菲（法語：Coiffy-le-Haut，法語發音：[kwafi lə o]）是法国上马恩省的一个市镇，与下夸菲相邻，属于朗格勒区。

## 地理
上夸菲（47°54'31"N, 5°41'58"E）面积9.65 平方千米，位于法国大東部大區上马恩省，该省份为法国东北部内陆省份，北起马恩省和默兹省，西接奥布省，西南接科多尔省，东南接上索恩省，东临孚日省。
与上夸菲接壤的市镇（或旧市镇、城区）包括：蒙沙尔沃、波旁莱班、谢佐、下夸菲。

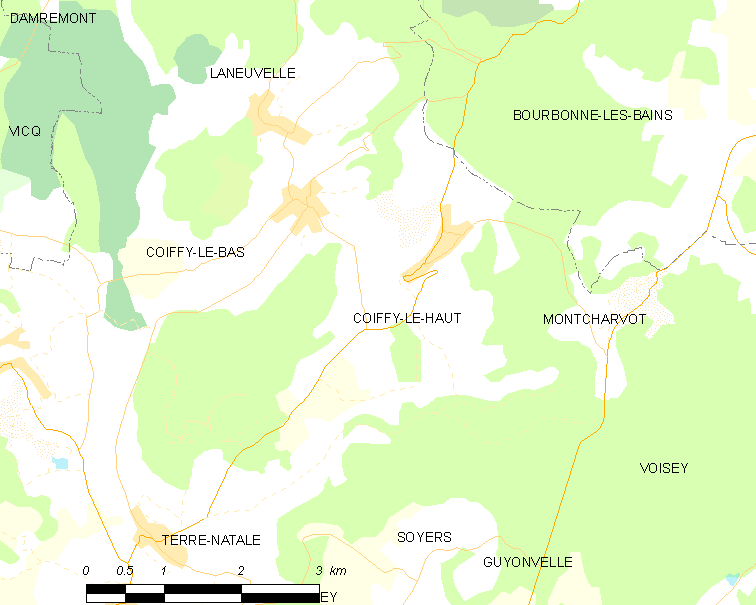
上夸菲的OSM定位图

上夸菲的时区为UTC+01:00、UTC+02:00（夏令时）。

## 行政
上夸菲的邮政编码为52400，INSEE市镇编码为52136。

## 政治
上夸菲所属的省级选区为波旁莱班县。

## 人口

1962-2008年间上夸菲人口变化图示

上夸菲于2022年1月1日时的人口数量为105人。